# The Art of Tim Burton
The Art of Tim Burton est un livre présentant les différentes œuvres du réalisateur Tim Burton dans le domaine du dessin. Le livre est édité dans les versions standard et de luxe. Aujourd'hui, le livre compte 4 éditions.

## Le livre
Le livre commence avec une préface écrite par Tim Burton. S'ensuivent les dessins qu'il a réalisés, que ce soit pour son loisir ou pour la préparation d'un film. Des commentaires d'amis du réalisateur accompagnent ces dessins. Le livre compte plus de 1000 dessins plus ou moins personnels selon la version du livre. Le livre est édité sous deux formes : standard et de luxe. Paru en anglais en 2009, une version française est sortie en 2012 dans le cadre de l'exposition Tim Burton à la Cinémathèque française.

## Les versions
- standard : cette version compte moins de dessins que la version de luxe. Ce livre publie des dessins plus facilement accessibles[2]
- de luxe : publie un plus grand nombre de dessins. La plupart des dessins qui se trouvent dans cette version sont inédits, c'est-à-dire qui sont restés cachés par le réalisateur et sont personnels. Le livre est accompagné d'une reproduction d'une des œuvres de Tim Burton dédicacée par ce dernier et numérotée sur 1000. Cette version est éditée en 1000 exemplaires. La reproduction est différente selon l'édition[3].

Dans chaque éditions, des œuvres sont ajoutées (voire enlevées pour laisser place à de nouvelles).

## Descriptions
- Titre original : The Art of Tim Burton
- Titre français : L'Art de Tim Burton
- Illustrateur, préface : Tim Burton
- Texte : Leah Gallo
- Conception : Holly C. Kempf
- Éditeurs : Derek Frey, Leah Gallo, Holly C. Kempf
- Maison d'édition : Steeles Publishing
- Interviews :
  - Allison Abbate
  - Collen Atwood
  - John August
  - Rick Baker
  - Helena Bonham Carter
  - Felicity (Liccy) Dahl
  - Johnny Depp
  - Danny DeVito
  - Danny Elfman
  - Carlos Grangel
  - Ray Harryhausen
  - Rick Heinrichs
  - Martin Landau
  - Christopher Lee
  - Lindsay Macgowan
  - Ian MacKinnon
  - Shane Mahan
  - Alex McDowell
  - Victoria Price
  - Ken Ralston
  - Paul Reubens
  - Deep Roy
  - Winona Ryder
  - Richard Zanuck